# Kappa (Illinois)
Kappa es una villa ubicada en el condado de Woodford en el estado estadounidense de Illinois. En el Censo de 2010 tenía una población de 227 habitantes y una densidad poblacional de 259,31 personas por km².

## Geografía
Kappa se encuentra ubicada en las coordenadas 40°40′31″N 89°0′22″O / 40.67528, -89.00611. Según la Oficina del Censo de los Estados Unidos, Kappa tiene una superficie total de 0.88 km², de la cual 0.88 km² corresponden a tierra firme y (0%) 0 km² es agua.

## Demografía
Según el censo de 2010, había 227 personas residiendo en Kappa. La densidad de población era de 259,31 hab./km². De los 227 habitantes, Kappa estaba compuesto por el 98.24% blancos, el 0.44% eran afroamericanos, el 0.44% eran amerindios, el 0% eran asiáticos, el 0% eran isleños del Pacífico, el 0% eran de otras razas y el 0.88% pertenecían a dos o más razas. Del total de la población el 1.32% eran hispanos o latinos de cualquier raza.